# Nasty Girl (Destiny's Child)
Nasty Girl è l'unico singolo ad essere estratto dall'album delle Destiny's Child This Is the Remix del 2002. La canzone figura un campionamento del brano delle Salt-n-Pepa Push It e del gruppo Baltimora Tarzan Boy. La versione pubblicata come singolo sono i due remix Azza's Nu Soul e Maurice's Nu Soul, mentre la versione originale era quella inserita nell'album Survivor  del 2001. Nel testo le Destiny's Child esprimono il proprio disgusto per le donne che utilizzano il proprio sex-appeal per ottenere l'attenzione degli uomini ed il successo.

## Il video
Esistono due versioni del video di Nasty Girl. La prima è la versione dell'album (durata di 3:33), mentre la seconda è la Maurice's Nu Soul Remix (durata di 3:58). Il video segue il testo del brano, mostrando delle donne vestite e truccate in maniera molto provocante, che fanno di tutto per attirare l'attenzione degli uomini, finendo spesso per rendersi ridicole. I video sono stati diretti da Sanaa Hamri.

## Tracce

### Nasty Girl [SINGLE]
1. Nasty Girl (Album Version)
2. Nasty Girl (Maurice's Nu Soul Remix edit)
3. Nasty Girl (Azza's Nu Soul Mix)
4. Nasty Girl (video)

1. Nasty Girl (Album Version)
2. Nasty Girl (Maurice's Nu Soul Remix edit)
3. Nasty Girl (Azza's Nu Soul Mix)
4. Bootylicious (Big Boyz Remix)

## Remix ufficiali
"Nasty Girl" (Azza's Nu Soul Mix)
"Nasty Girl" (Azza's Nu Soul Mix - Instrumental)
"Nasty Girl" (Maurice's Nu Soul Remix)
"Nasty Girl" (Maurice's Nu Soul Remix - Radio Edit)
"Nasty Girl" (Maurice's Nu Soul Remix - Instrumental with Ooh's)
"Nasty Girl" (Maurice's Nu Soul Remix - Full Instrumental)
"Nasty Girl" (Maurice's Nu Soul Remix - Acapella)
"Nasty Girl" (Charlie's Nu Tech Dub)